# Zosterop de Morotai
El zosterops de Morotai (Zosterops dehaani) és un ocell de la família dels zosteròpids (Zosteropidae).

## Hàbitat i distribució
Habita els boscos de l'illa de Morotai, a les Moluques septentrionals.

## Taxonomia
Segons la classificació del Handbook of the Birds of the World, es tracta d'una subespècie de Zosterops atriceps. Altres classificacions els consideren espècies diferents.